# São Francisco do Guaporé
São Francisco do Guaporé est une municipalité brésilienne située dans l'État du Rondônia.